# مجزرة مخبز تلبيسة
مجزرة فرن تلبيسة وهي مجزرة حدثت يوم 24 ديسمير 2012 حيث قامت بها قوات سلاح الطيران السوري بعد أن قصفت مخبز ومشفى ميداني في مدينة تلبيسة في محافظة حمص. قتل ضحية هذه المجزرة خمسة عشر مواطن سوري كانوا متجمعين للحصول على الخبز وجاءت هذه المجزرة بعد يوم من مجزرة مخبز حلفايا والتي سقط ضحيتها 93 مواطن.